# Coccophagus saintebeauvei
Coccophagus saintebeauvei is een vliesvleugelig insect uit de familie Aphelinidae. De wetenschappelijke naam is voor het eerst geldig gepubliceerd in 1917 door Girault.